# براهماني
بِرِمَاني أو براهماني (بالسنسكريتية: ब्रह्माणी)‏، و(بالإنجليزية: Brahmani)‏، هي واحدة من سبع إلهات أم هندوسية معروفة باسم سابتا ماتريكاس. وهي شكل من أشكال ساراسواتي وتعتبر شاكتي للإله الخالق براهما في الهندوسية. إنها جانب من جوانب آدي شاكتي، تمتلك "راجاس جونا" وبالتالي فهي مصدر قوة براهما.